# Goliathus goliatus
Goliathus goliatus är en skalbaggsart som beskrevs av Carl von Linné 1771. Goliathus goliatus ingår i släktet Goliathus och familjen Cetoniidae. Inga underarter finns listade i Catalogue of Life.

## Bildgalleri

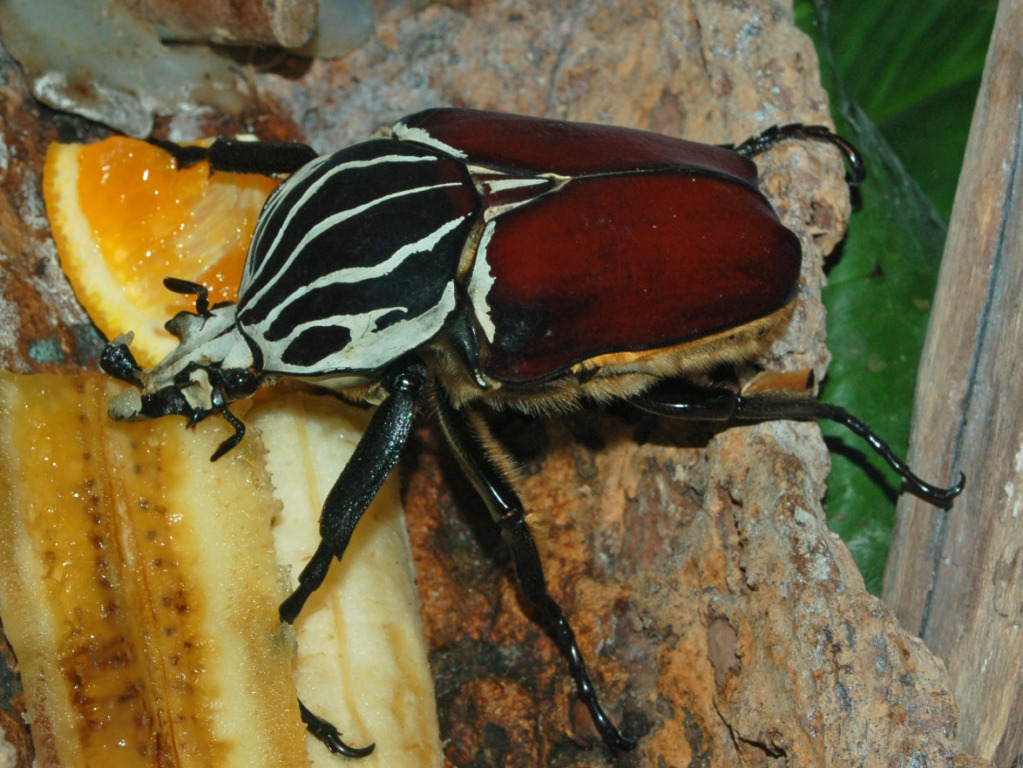
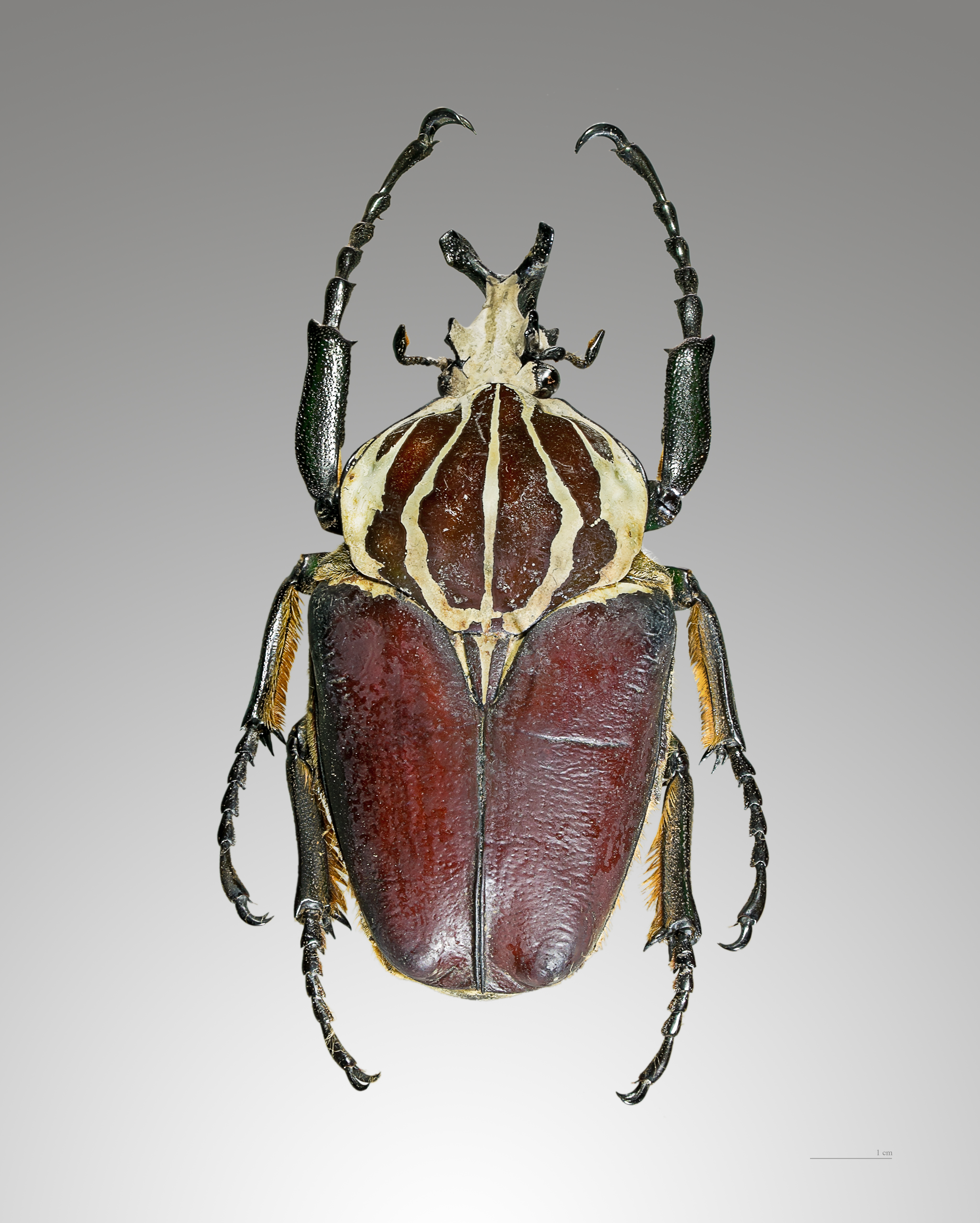
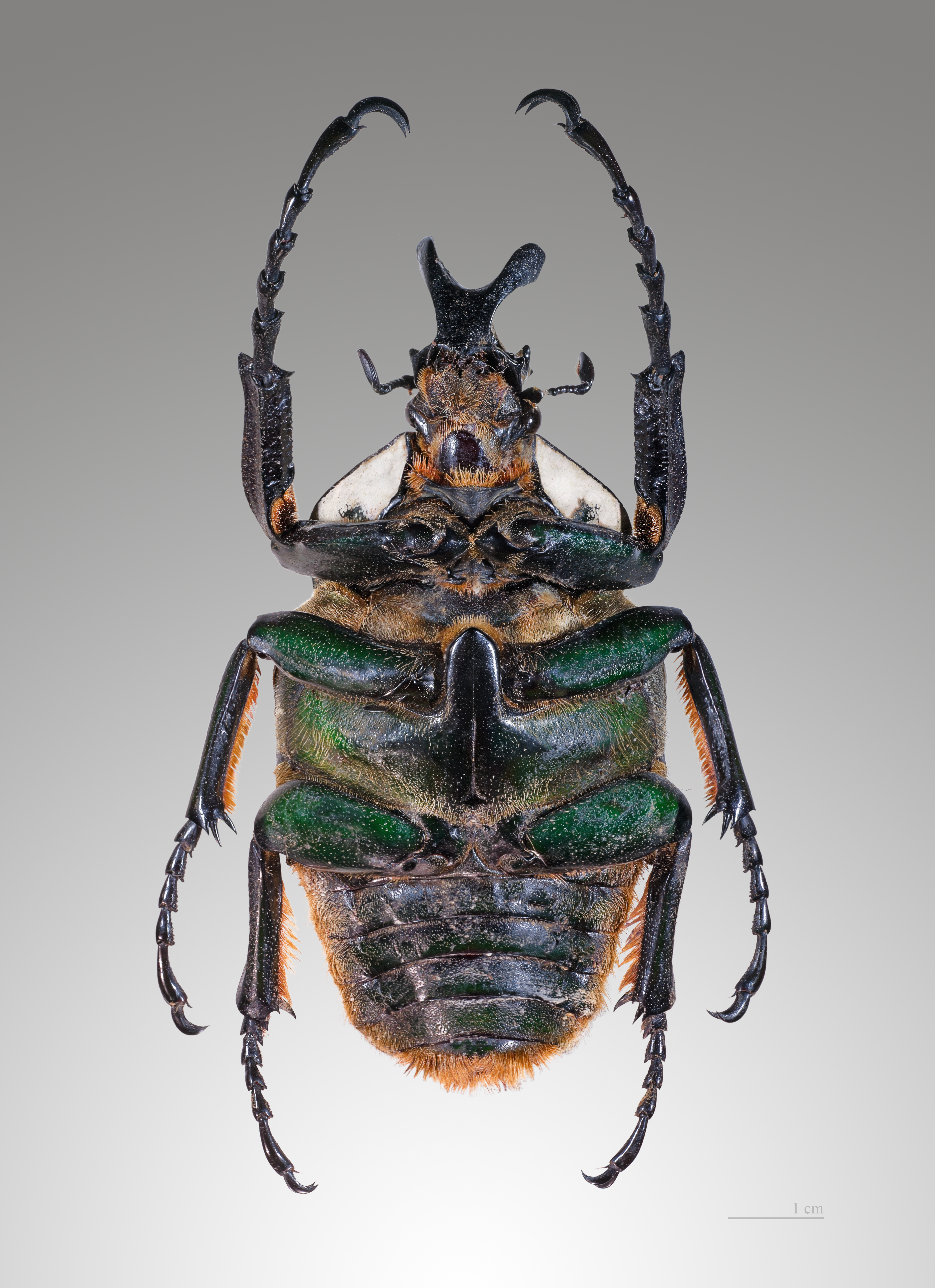